# Jisra’el Kargman
Jisra’el Kargman (hebr.: ישראל קרגמן, ang.: Yisrael Kargman, Israel Kargman, ur. 23 grudnia 1906 w Berdyczowie, zm. 17 listopada 1987) – izraelski polityk, w latach 1957–1977 poseł do Knesetu z list Mapai i Koalicji Pracy.
W wyborach parlamentarnych w 1955 nie dostał się do izraelskiego parlamentu, jednak w skład trzeciego Knesetu wszedł 8 października 1956, po rezygnacji Zalmana Szazara. Zasiadał w Knesetach III, IV, V, VI, VII i VIII kadencji.